# Liste de châteaux ukrainiens
L'Ukraine compte un grand nombre de châteaux, certains encore habités et utilisés, d'autres en mauvais état de conservation. Ils sont situés dans les 24 oblasts d'Ukraine.

## Oblast de Jytomyr
- château de Radomychl.

## Oblast de Kharkiv
- Château de Charovka.
- Palais des Chidlovsky.

## Oblast de Khiev
- Palais d'hiver Branicki.

## Oblast de Khmelnitski
- Forteresse de Kamianets.
- Château de Letytchiv.
- Château de Medjybij.
- Palais de Dzelentsi.
- Palais Razoumovski.
- Château de Jvanets.
- Château de Tchornokozyntsi.

## Oblast de Lviv
- Château de Pidhirtsi ;
- Château de Svirj ;
- Château d'Olesko ;
- Château de Jovkva ;
- Château de Pomoriany ;
- Château de Zolochiv.

## Oblast de Rivne
- Château de Doubno.
- Château d'Ostroh.

## Oblast de Tchernivtsi
- Forteresse de Khotin

## Oblast de Tchernihiv
- Domaine Lyzohoub.
- Palais de Roumiantsev-Zadounaïsko.
- Palais de Roumiantsev-Zadounaïsky.

## Oblast de Tcherkassy
- Ancien château de Tcherkassy.

## Oblast de Ternopil
- Château de Berejany.
- Château de Boudaniv.
- Château de Kremenets.
- Château de Koudryntsi.
- Château de Sydoriv.
- Château de Tchortkiv.
- Château de Ternopil.
- Château de Toky.
- Le palais Wiśniowiecki.
- La citadelle de la sainte Trinité.
- Le château de Zbaraj.

## Oblast de Transcarpatie
- Château Beregvar.
- Château de Khoust.
- château d'Oujhorod.
- Château de Nevitsky.
- Château de Palanok.
- château de Tchinadiïvskiy.

## Oblast de Vinnytsia
- Château d'Ivaniv.
- Château de Bar.

## Oblast de Volhynie
- Château d'Olyka.
- Château de Loutsk.

## République autonome de Crimée
- Forteresse de Soudak.
- Palais Vorontsov (Aloupka).
- Nid d'hirondelle (Crimée).
- Palais de Livadia.

## Autres oblasts
- Château de Pniv.